# آرون كوهين (نائب مدير في ناسا)

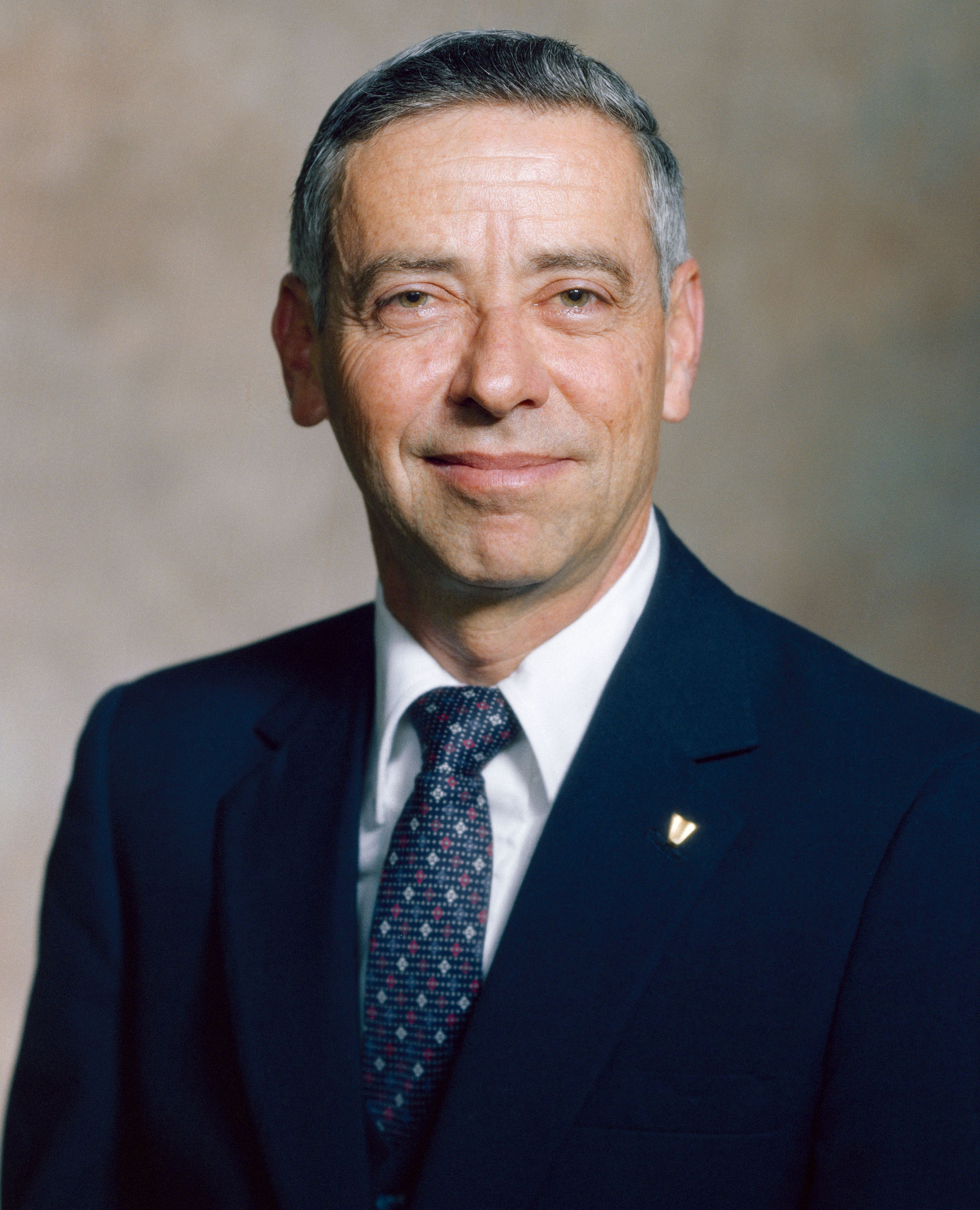
آرون كوهين

آرون كوهين  (بالإنجليزية: Aaron Cohen)‏(5 يناير 1931 - 25 فبراير 2010) كان نائبًا مؤقتًا لمدير وكالة ناسا بين تاريخ 19 فبراير 1992 حتى 1 نوفمبر 1992.

## تعليمه
تخرج كوهين من ثانوية توماس جيفرسون في سان أنطونيو وحصل على درجة البكالوريوس من كلية الزراعة والميكانيكية في تكساس عام 1952 ثم درجة الماجستير من معهد ستيفنز للتقنية عام 1985.